# Val della Torre
Val della Torre es una localidad y comune italiana de la provincia de Turín, región de Piamonte, con 3.529 habitantes.

## Evolución demográfica
| Gráfica de evolución demográfica de Val della Torre entre 1861 y 2001 |
|                                                                       |
| Fuente ISTAT - elaboración gráfica de Wikipedia                       |